# Allagoptera brevicalyx
Allagoptera brevicalyx es una especie de  de la familia de las arecáceas, de origen americano, específicamente de la costa atlántica de Brasil.

## Descripción
Tallo simple o poco cespitoso, subterráneo o muy corto con 4 o 5 hojas y folíolos de color verde oscuro de aspecto cerúleo  tanto en la cara superior como en la inferior. Inflorescencia de color verde-amarillento. Los frutos están fijados fuerte y densamente  al eje del espádice de una forma parecida a los granos del maíz.

## Distribución y hábitat
En el litoral de Sergipe y Bahía, en la región del Recôncavo Baiano (región  geográfica localizada en torno a la  Bahía de Todos los Santos, comprendiendo no solo  el litoral sino también toda la región  del  interior que rodea a la  Bahía), en restingas con poca vegetación donde forman pequeñas colonias tipo matorral . Debido a su distribución  muy cercana a las playas, su supervivencia está seriamente amenazada por la especulación inmobiliaria en esas zonas

## Importancia económica y cultural
Usos
Óptima para proyectos paisajistas  en la orla litoral, por su rusticidad y adaptación a terrenos arenosos poco desarrollados, como ocurre en las regiones con playa. Los frutos son aromáticos y comestibles, siendo también fuente de alimento para la fauna de pequeño porte.
Los frutos deben ser cogidos una vez que se inicia la caída espontánea, colocándoles inmediatamente para su germinación . Considerada de germinación muy fácil  pero de lento crecimiento. Un kilo de frutos contiene cerca de 450 unidades. Debe ser cultivada a pleno sol. Cuando son adultas soportan el trasplante con amplio cepellón.